# Ilmar Kullam
Ilmar Avgustovich Kullam (cirílico:Ильмар Августович Куллам), (Tartu, 2 de março de 1922 – Tartu, 2 de novembro de 2011) foi um basquetebolista e treinador de basquetebol estoniano e soviético que integrou a Seleção Soviética na conquista da Medalha de Prata disputada nos XV Jogos Olímpicos de Verão em 1952 realizados em Helsínquia na Finlândia.

## Biografia
Conhecido na Estónia como "Professor Basquetebol" é considerado um dos melhores armador e treinador de basquetebol. Começou sua carreira como jogador em 1938 no Kalev Tartu, onde ficou até a Segunda Guerra Mundial, após a guerra transferiu-se para o Kalev Tallin e la ficou entre 1945-1947, mas foi em sua passagem pelo ÜSK Tartu que ele conquistou o título da Liga Soviética de Basquetebol no ano de 1949.
Aposentou-se em 1960 e passou a treinar o Kalev Tartu e a seleção da República Socialista Soviética da Estônia, onde adquiriu sua alcunha de "Professor" em virtude de seu estilo acadêmico e inovador que instituiu estratégias que são usadas até hoje pelos estonianos. Sua esposa Valentina e sua filha Oksana também jogaram basquetebol em alto nível, sendo que sua filha em 1979 casou com Heino Puuste atirador de dardo quarto colocado nas Olímpiadas de 1980 em Moscou.